# John Hearne
John Hearne fue un estadounidense que actuó como médico en la Armada Argentina durante la guerra del Brasil.

## Biografía
Nació en los Estados Unidos hacia 1790. El 13 de enero de 1826, ya iniciada la guerra con el imperio del Brasil, Hearne se incorporó a la escuadra republicana.
Dado que aún no había finalizado sus estudios de medicina, el gobierno le extendió certificado de practicante y fue asignado al bergantín República. En el mes de abril presentó una solicitud para continuar en el desempeño de su empleo de hecho como cirujano naval, ofreciendo rendir a la brevedad los exámenes faltantes.
El gobierno, ante la carencia de profesionales o idóneos en la materia, por resolución del 4 de abril de ese año aceptó lo solicitado e incluso le reconoció el sueldo de cirujano con retroactividad a la fecha de su ingreso a la marina republicana.
No obstante, en julio aún no había rendido las pruebas, por lo que el Comisario de Marina Benito Goyena elevó el caso a las autoridades. Por decreto del presidente Bernardino Rivadavia del 6 de julio se le concedió un mes de plazo, transcurrido el cual Hearne quedaría cesante. Al no cumplir, el 6 de agosto de 1826 se lo declaró separado de su puesto.
Sin embargo, en 1828 John Hearne no abandonaría su actividad y reapareció sirviendo como cirujano en las fuerzas militares destacadas en Carmen de Patagones.